# Intercambiador Shingū
El Intercambiador Shingu (新宮インターチェンジ Shingū-intāchenji?) es un intercambiador que se encuentra en lo que fue la Villa de Shingu del Distrito de Uma (actualmente forma parte de la Ciudad de Shikokuchuo) de la Prefectura de Ehime. Es el último intercambiador del lado de la Prefectura de Ehime de la Autovía de Kochi (高知自動車道 Kōchi-jidōshadō?).

## Características
Se encuentra ubicado entre el Empalme Kawanoehigashi (川之江東ジャンクション Kawanoehigashi-jankushon?) de la Prefectura de Ehime y el Intercambiador Ootoyo (大豊インターチェンジ Ootoyo-intāchenji?) de la Prefectura de Kochi. Específicamente se encuentra en el distrito Shingucho Shinsegawa (新宮町新瀬川 Shingūchō Shinsegawa?) de la Ciudad de Shikokuchuo.
Durante la construcción de la Autovía de Kochi fue utilizado para el acceso de las maquinarias, pero  en simultáneo con su inauguración pasó a ser un intercambiador. 
En cercanías del intercambiador no hay núcleos poblacionales importantes y tampoco hay muchos lugares turísticos. El promedio diario de vehículos es de poco más de 400.

## Cruces importantes
- Ruta Nacional 319 (no en forma directa)

## Estación de peaje
La entrada cuenta con una única vía (manual-automática) y la salida con dos vías.

## Kiri no Mori
El Bosque de la Neblina (霧の森 Kiri-no-mori?) es un centro turístico ubicado en la zona pionera del cultivo de té de la Región de Shikoku. Cuenta con varios locales comerciales y gastronómicos, una terma y una plaza en donde se realizan eventos. 